# Ino

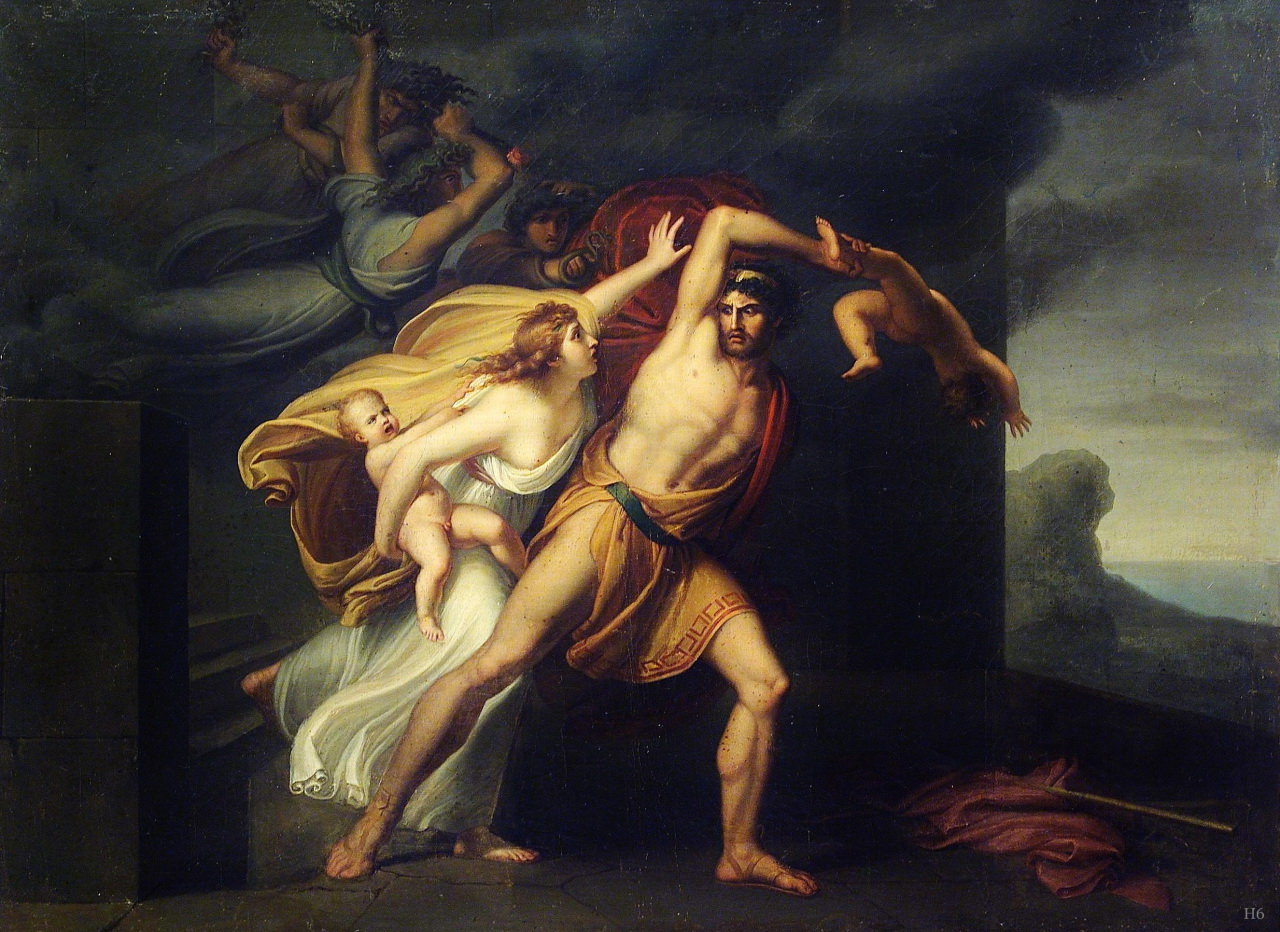
Arcangelo Migliarini (1779-1865): Atamante preso de las Erinias (Atamante preso dalle Furie, 1801). Academia de San Lucas.

En la mitología griega, Ino  (Ἰνώ / Inố) es una de las hijas de Cadmo y Harmonía. Tomó por esposo al rey beocio Atamante, con quien tuvo dos hijos. Posteriormente intentó librarse de los hijos de este de un matrimonio anterior, Frixo y Hele, si bien finalmente fueron salvados.
Más tarde, Ino acogió a Dioniso para criarlo junto con sus propios hijos, lo que enfureció a Hera, al ver que recogían el fruto del adulterio de Zeus; por ello volvió locos a ambos esposos, lo que los llevaría a matar a sus propios hijos.
Los dioses del mar se apiadaron de Ino y la convirtieron en una nereida que se llamaría Leucótea, protectora de los marinos. 
La leyenda de Ino y la de Leucótea se entremezclan.

## Ino en el arte
Telemann compuso en 1765 una cantata dramática de nombre Ino.